# Smith (film, 1939)
Pour plus de détails, voir Fiche technique et Distribution.
Smith est un film britannique réalisé par Michael Powell, sorti en 1939.

## Synopsis
Docu-fiction qui présente le rôle de l'Embankment Fellowship Centre, un organisme d'aide aux vétérans de l'armée, à travers l'histoire de John Smith, un vétéran de la Première Guerre mondiale.

## Fiche technique
- Titre original : Smith
- Réalisation : Michael Powell
- Scénario : R.M Lloyd
- Photographie : Bernard Browne
- Production : R.M Lloyd
- Société de production : Embankment Fellowship Centre
- Pays d’origine :  Royaume-Uni
- Langue originale : anglais
- Format : noir et blanc — son Mono
- Genre : docu-fiction
- Durée : 10 minutes
- Date de sortie :
  - Royaume-Uni : 28 juin 1939 (première à la Chambre des communes)

## Distribution
- Ralph Richardson : John Smith
- Flora Robson : Mary Smith
- Allan Jeayes : l'employeur
- Wally Patch : Harry Jones
- R.M. Lloyd

## Production
- Ce film a été fait pour l'Embankment Fellowship Centre, l'actuel Veterans Aid (en), dans le but de faire connaître le travail de cet organisme chargé d'aider les vétérans de l'armée en difficulté, et éventuellement de servir à une campagne de dons.
Il a été présenté pour la première fois à un déjeuner à la Chambre des communes et devait être distribué à travers le pays en septembre de la même année. Les événements de l'été 1939 ont remis en cause sa distribution…
- Longtemps considéré comme perdu, il a été retrouvé par Mark Fuller au début des années 2000, a été restauré puis est sorti finalement pour le public en octobre 2004.